# Бобулинці

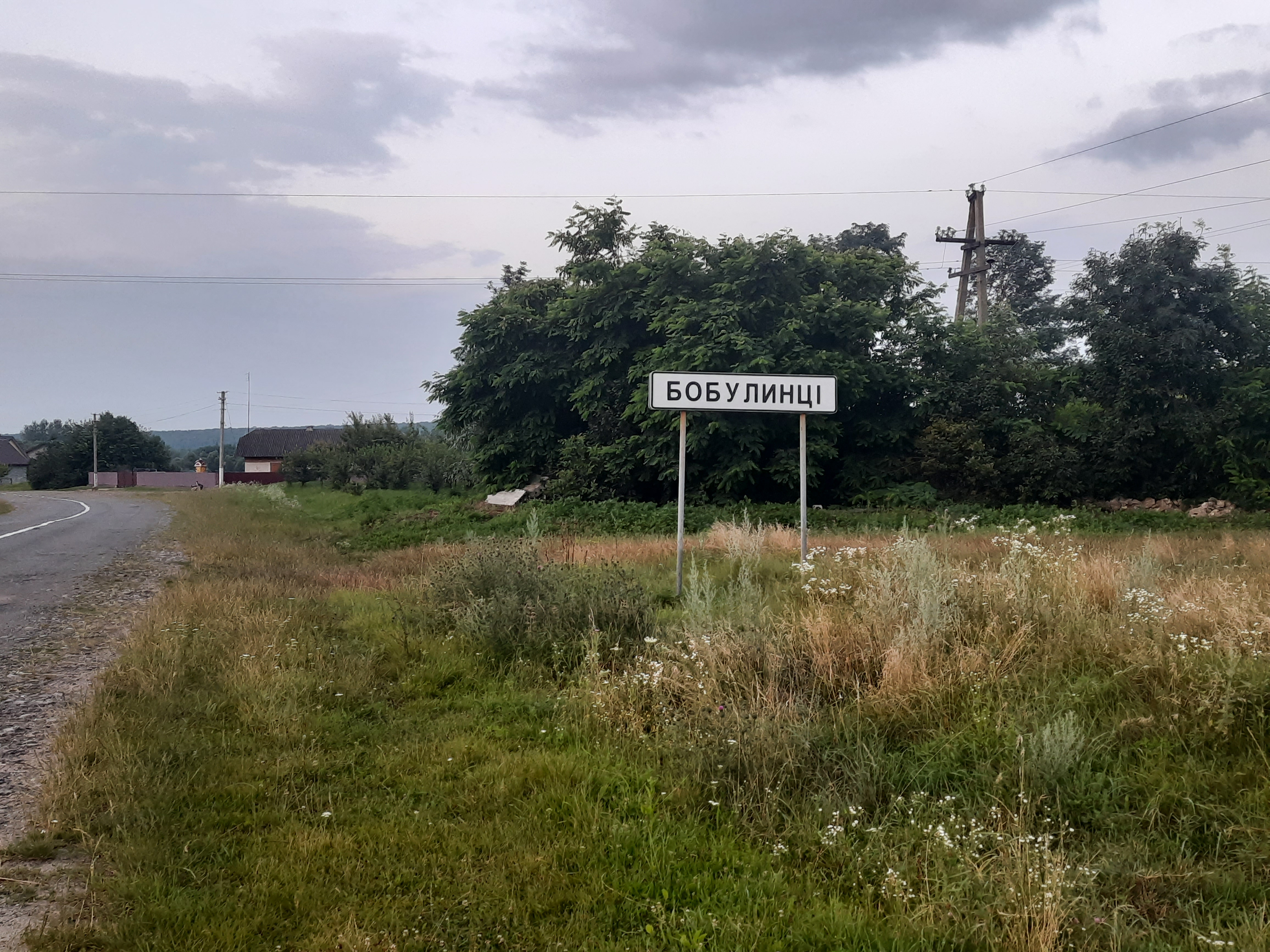
Дорожній знак при в'їзді в село

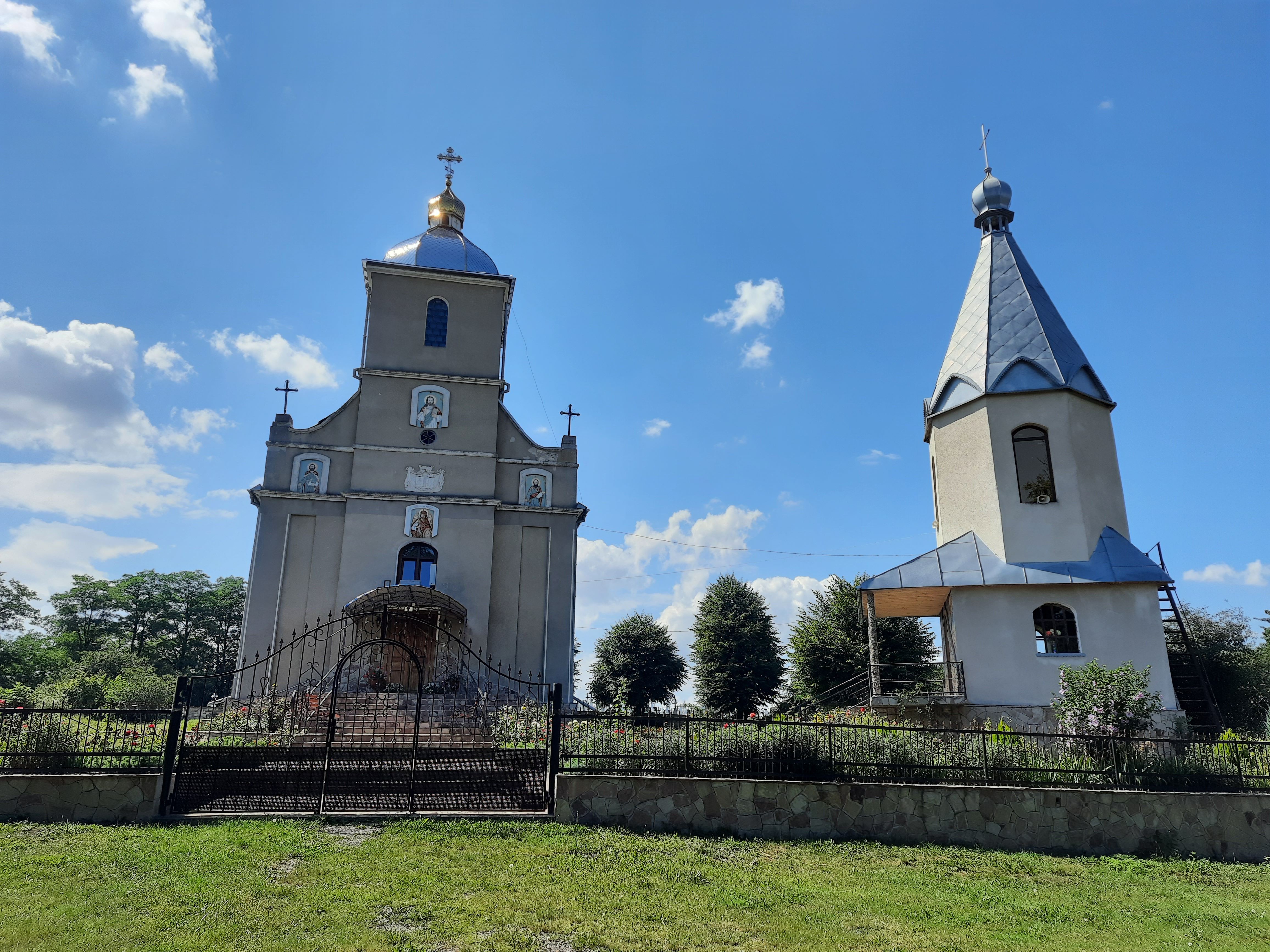
Церква Святого Архистратига Михаїла ПЦУ

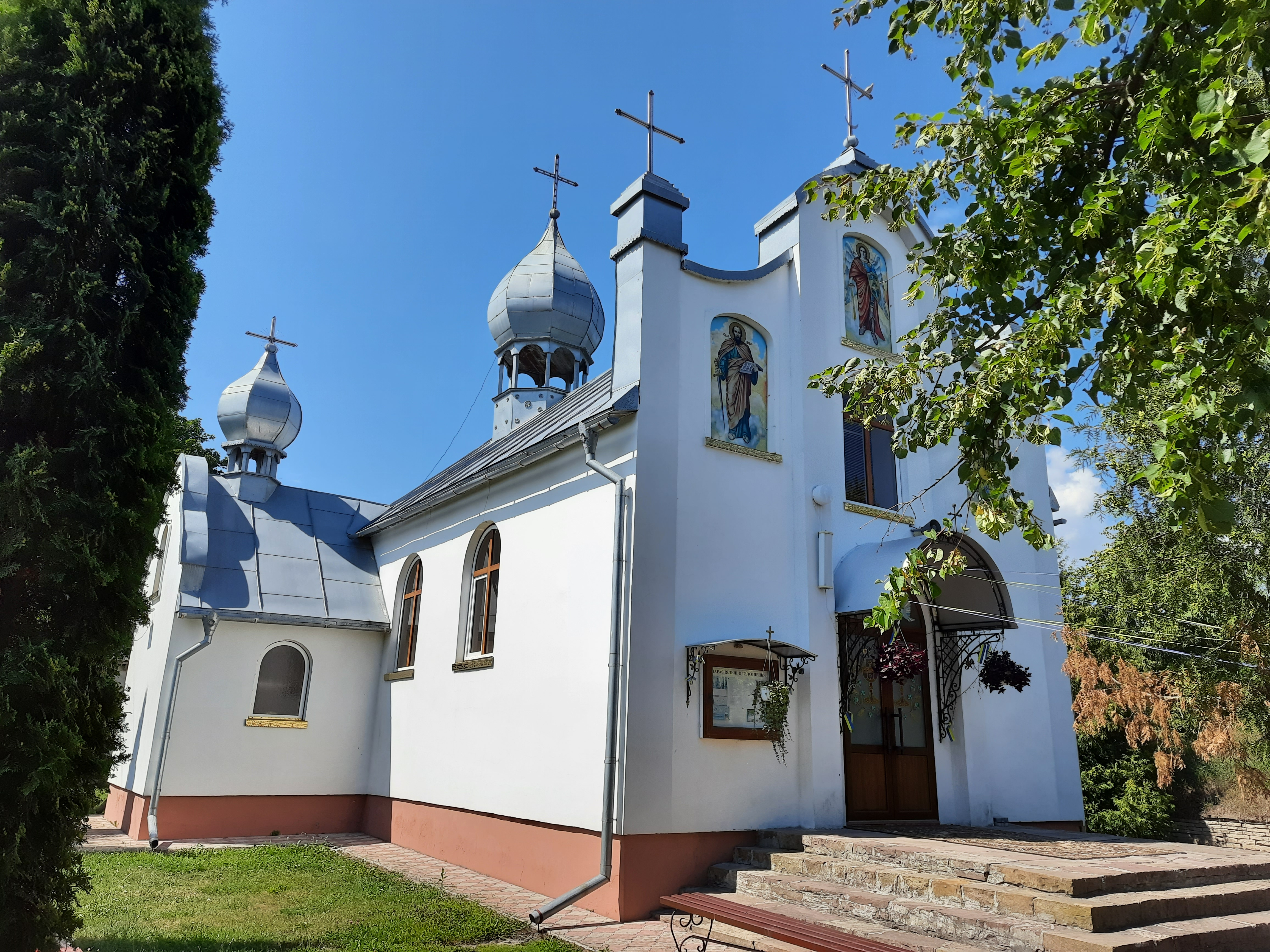
Церква Святого Архистратига Михаїла УГКЦ

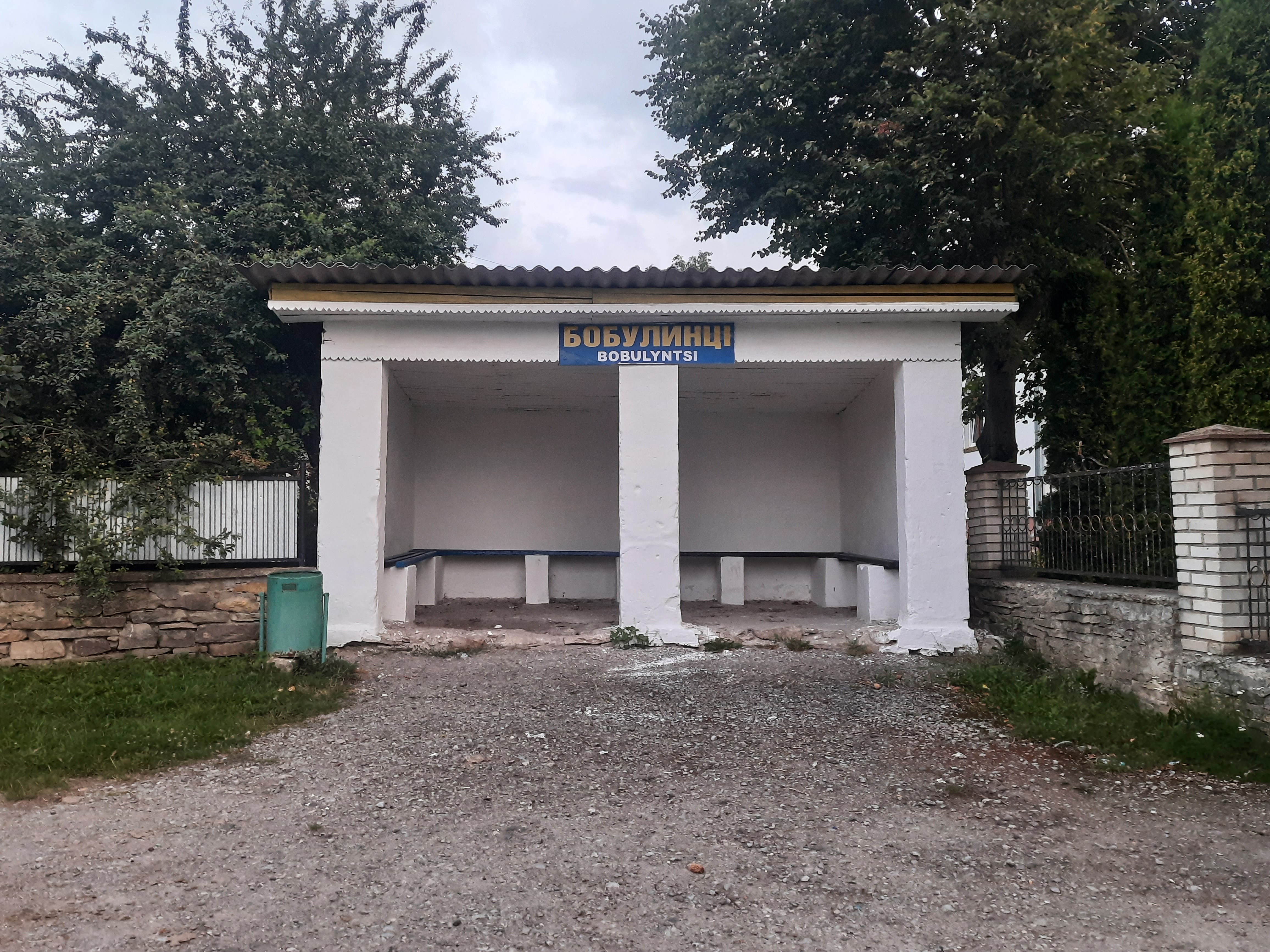
Автобусна зупинка

Бобу́линці — село в Україні, у Бучацькій міській громаді Чортківського району Тернопільської області. Адміністративний центр колишньої сільради.
Розташоване на правому березі річки Стрипа, за 17 км від райцентру і 18 км від найближчої залізничної станції Бучач. Населення — 786 осіб (2003).

## Назва
Щодо сучасної назви населеного пункту Бобулинці існують різні версії. Від старожилів дізнаємось, що раніше територія села розташовувалася за 7 кілометрів у північно-західному напрямку від сучасного місцезнаходження в урочищі, що зветься Піддубники. Першими, хто поселилися в новій місцевості, була родина Балацьких. Можливо, від цього прізвища і поширилась назва на нове поселення.
Існує також інше припущення щодо походження назви села. Через село проходить шлях до чудотворного місця Зарваниця. Прочани часто зупинялися в Бобулинцях для відпочинку. Тому місцеві жителі перед великими християнськими святами пекли бублики і продавали їх прохожим. Одного разу якийсь зайшлий чоловік каже: « Краще було б купити млинці». Пізніше жителі села поряд з бубликами торгували ще й млинцями. Так від слів «млинці» та «бублики» утворилась назва, яка поширилась на все село − Бобулинці.
Із переказів старших людей відомо, що в давнину господарі села свої земельні ділянки обсаджували бобом, що не було характерно для сусідніх сіл Осівець та Киданова. Жителі цих сіл, насміхаючись, говорили: «Там бобові вулиці». Можливо, і від цього пішла назва села.[джерело?]

## Історія

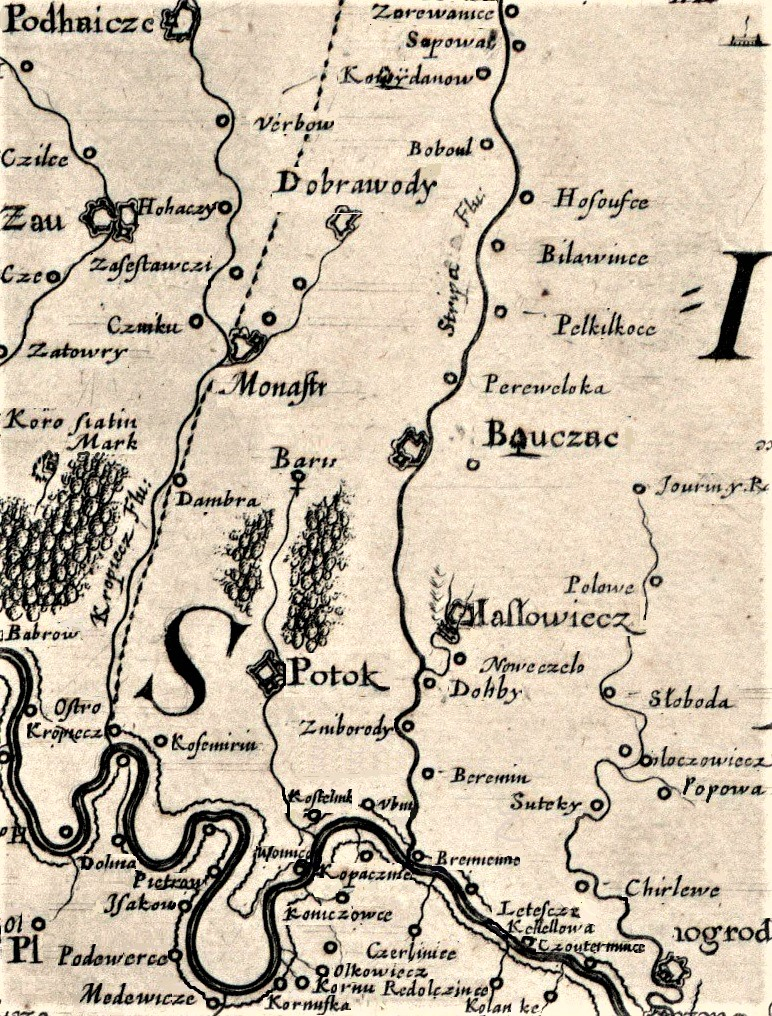
Бобулинці на фрагменті спеціальної мапи України Боплана, 1650

Точних даних дати і джерела першого письмового згадування про населений пункт немає. Із переказів село відоме з 1421 року.
31 серпня 1375 року в Городку Володислав Опольський надав село Бібіл (так у документі названі Бобулинці) і солтиство Добровода Юшкові зі Скорнича.
Подальшу назву села засвідчила карта Боплана 1650 року — Бобоул. За описом 1578 року біля Бобулинців сходилися межі Галицького, Львівського, Теребовельського повітів Галицької землі Руського воєводства Польського Королівства.
На початку XVII століття в селі чи біля нього було споруджено оборонний замок.

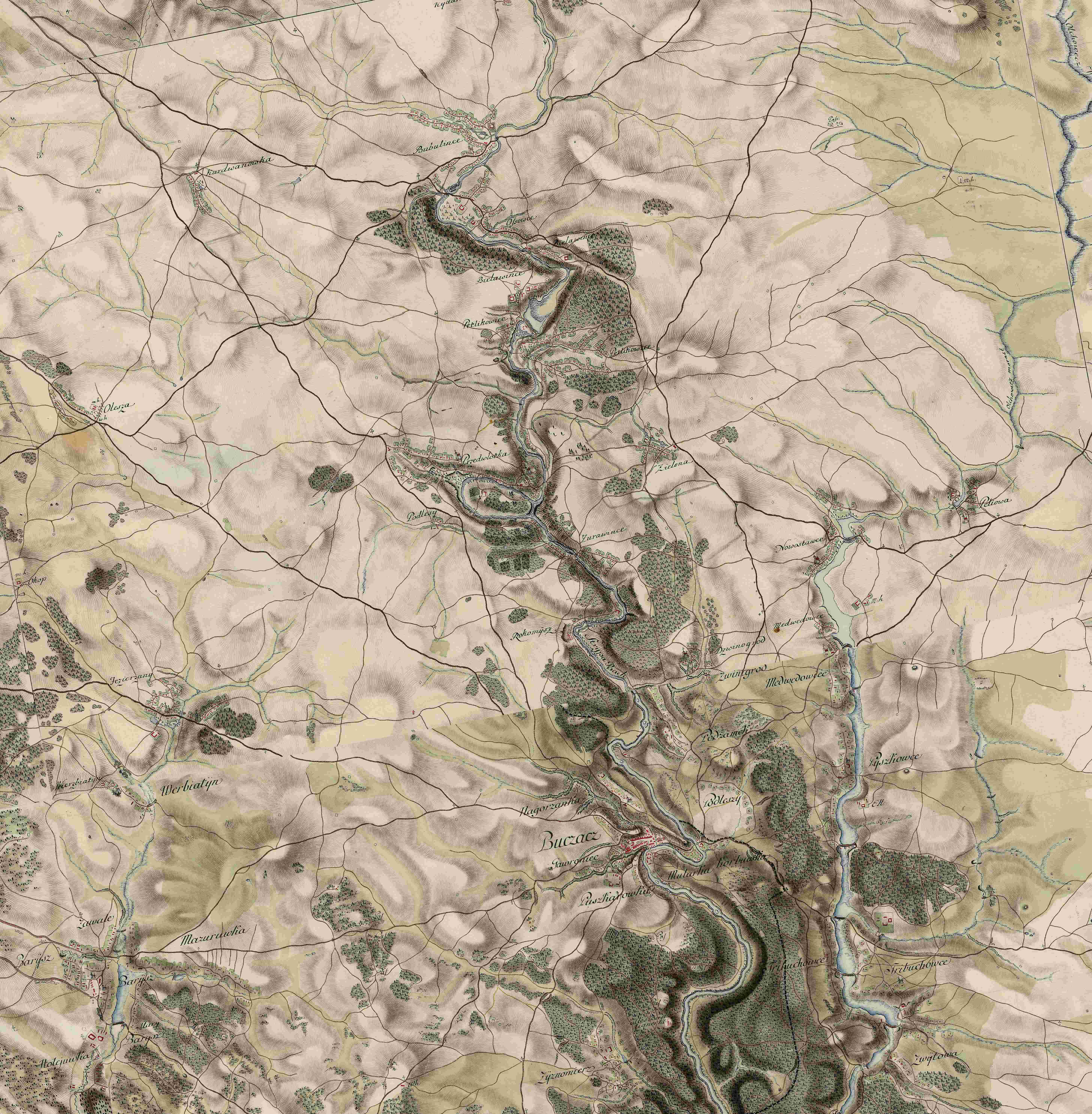
Бобулинці на мапі фон Міґа, XVIII ст.

Одними з власників села були польські шляхтичі Красицькі, зокрема, примас Польщі, письменник-просвітитель Іґнацій Красіцький.
У 1922 році під час т. зв. саботажних акцій поблизу сіл Осівці та Бобулинці відбулися бої, що закінчилися втечею поляків.
10—12 жовтня 1930 було «зпацифіковано» кооперативу в селі, яка знаходилась в домі Якима Кральки.
До 1939 року діяли товариства «Просвіта», «Луг», «Січ», «Рідна школа», «Народний дім», аматорський драмгурток.
У Бобулинцях була народна школа, але вчили в ній польською мовою. Тільки двічі на тиждень по одній годині вчили української мови. А раз на тиждень священик учив релігії українською мовою. Одначе розмовна мова в селі була тільки українська.
На 01.01.1939 в селі проживало 1960 мешканців, з них 960 українців-грекокатоликів, 815 українців-латинників, 10 поляків, 150 польських колоністів міжвоєнного періоду, 20 євреїв і 5 німців.
У 1945 році доля знову випробовувала мешканців села. Цього разу тут панувала пожежа. Вогонь знищив майже все село. Меншого знищення від пожежі зазнала лише вулиця Запотік, яка розміщена на лівому березі потічка. Вздовж водного потоку по обидва боки росли верби, які й захистили від вогняних язиків будівлі вулиці.
Сторінки історії села Бобулинці були наповнені ще одними подіями. У 1946 році сюди були переселені ряд сімей із Закерзоння. Найбільше переселенців було із села Журавці Рава-Руського району. Деякі з них зазнали «подвійного» переселення, бо у 1940 р. були виселені у тодішню Бессарабію (с. Весела Долина Тарутинський район), а у 1946 — у село Бобулинці.
Протягом останніх років у селі відбулося ряд важливих подій. На честь 2000-ліття від Різдва Христового побудована церква святого Михаїла, яка належить греко-католицькій громаді. Біля цієї церкви, у 1991 році, за кошти цієї ж громади була споруджена символічна могила «Борцям за волю України».
У липні 2008 року на честь 1020−ліття Хрещення України у церкві св. Архистратига Михаїла УГКЦ проходила місія, яку провадили отці-редемптористи. Приємно згадати, що серед місіонерів був і виходець із нашого села. Це брат Олег Чихарівський ЧНІ. Неможливо життя церкви відірвати від життя села, бо разом вони творять історію. Ще одна подія, яка відбулася в житті Церкви і села — це перша Служба Божа у своєму селі ново висвяченого отця Йосифа (Ігора) Кральки ЧСВВ. Старожили села не пригадують, щоб у селі проходила св. Місія, та й із села не було жодного священика.
12 червня 2020 року, відповідно до розпорядження Кабінету Міністрів України № 724-р «Про визначення адміністративних центрів та затвердження територій територіальних громад Тернопільської області» увійшло до складу Бучацької міської громади.
19 липня 2020 року, в результаті адміністративно-територіальної реформи та ліквідації Бучацького району, увійшло до складу новоутвореного Чортківського району.
З 11 грудня 2020 р. належить до Бучацької міської громади.

## Населення

### Мова
Розподіл населення за рідною мовою за даними перепису 2001 року:
| Мова       | Кількість | Відсоток |
| ---------- | --------- | -------- |
| українська | 760       | 99.61%   |
| російська  | 3         | 0.39%    |
| Усього     | 763       | 100%     |

## Політика

### Парламентські вибори, 2019
На позачергових парламентських виборах 2019 року у селі функціонувала окрема виборча дільниця № 610136, розташована у приміщенні будинку культури.
Результати
- зареєстровано 542 виборці, явка 60,15%, найбільше голосів віддано за «Слугу народу» — 27,24%, за «Європейську Солідарність» і Всеукраїнське об'єднання «Свобода» — по 15,17%.[13] В одномандатному окрузі найбільше голосів отримав Микола Люшняк (самовисування) — 53,92%, за Ігоря Сопеля (Слуга народу) — 17,24%, за Олега Вітвіцького (Голос) — 7,84%[14].

## Економіка
У минулому в селі працювала цегельня.

## Соціальна сфера
Діють загальноосвітня школа І-ІІ ступенів, будинок культури, бібліотека.

## Релігія

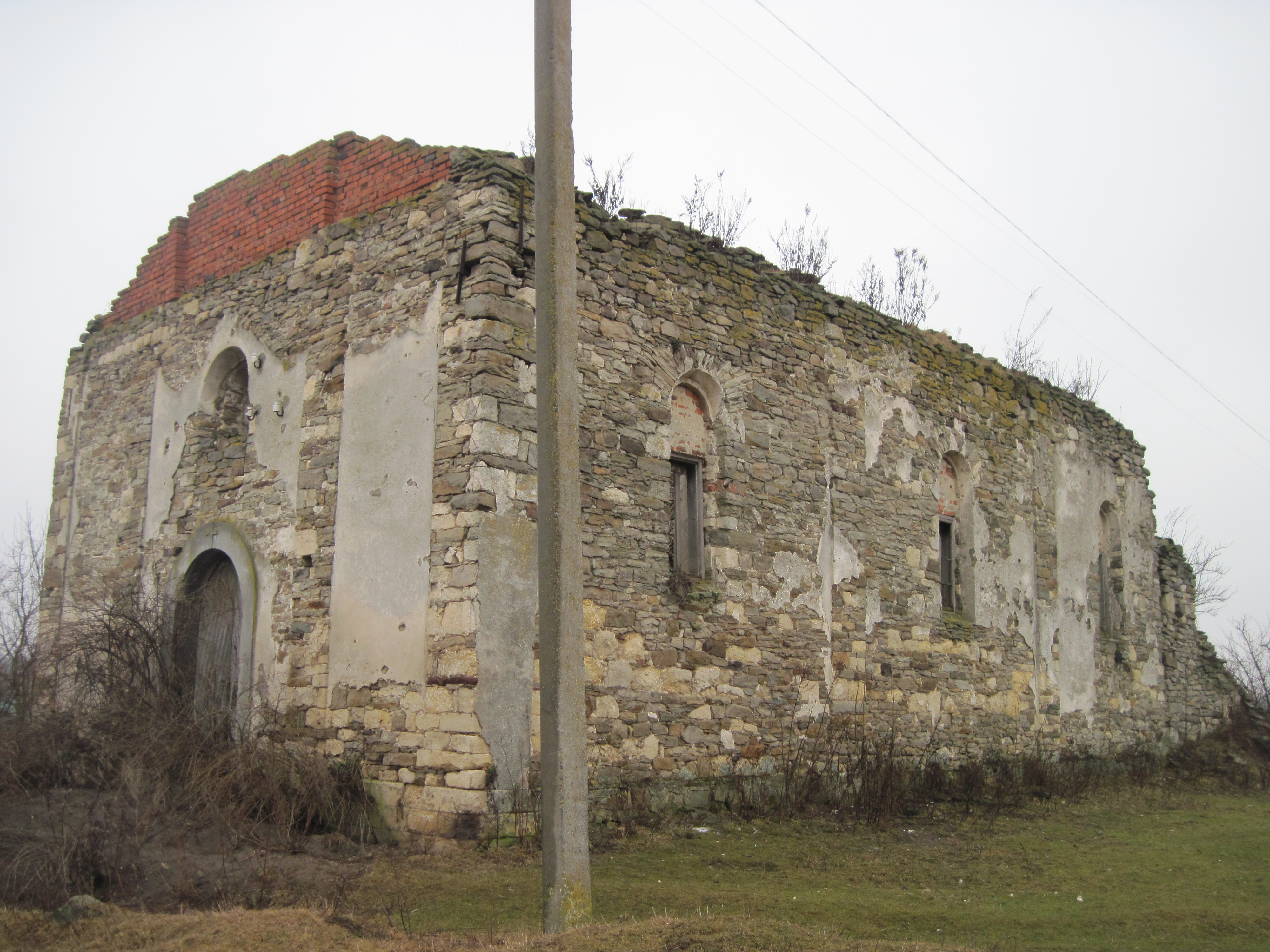
Руїни костелу Бобулинців, січень 2015

- церква святого архистратига Михаїла (1801 до 1946 р. УГКЦ; З кінця 80-их 20 ст. - РПЦ, потім УАПЦ, УПЦ-КП, з 2019 р. - ПЦУ; мурована);
- церква святого архістратига Михаїла (2000; УГКЦ; мурована);
- костел святого Антонія (1892), станом на січень 2021 — значна руїна, бех даху).

## Пам'ятники
- пам'ятник полеглим у І світовій війні воїнам-односельцям
- символічна могила УСС (1991 р.)
- залишки каплички
- збереглися окремі надгробні пам'ятники польського цвинтаря

## Відомі люди

### Народилися
- Тимко Кралька (1894—?) — навчався в Бучацькій гімназії, звідки був виключений за діяльність у драгоманівському гуртку, 1910 р. став артистом театру Української Бесіди Йосипа Стадника.[15]
- Йосиф Кралька (*1982) — ієромонах-василіянин, протоігумен провінції Найсвятішого Спасителя Василіянського Чину святого Йосафата (з 2024 року)
- доктор права Іван Попель (1892/3—1943) — старшина УГА, суддя Найвищого суду Словацької Республіки, помер у Братиславі на 51 році життя.[16]
- громадський діяч, журналіст Ярослав Деременда
- культурно-освітній діяч Ярослав Сім'янович[17][18]
- архітектор Василь Бесага
- ботанік К. Чорній
- підприємець, громадсько-політичний діяч, голова Бучацької РДА Василь Вонсяк.[19]
- польський письменник Станіслав Соботкевич[pl].
- польська графиня, поміщиця, громадська діячка Марія Анєля Красіцька[pl]